# Brasserie Dawes
Pour les articles homonymes, voir Dawes.

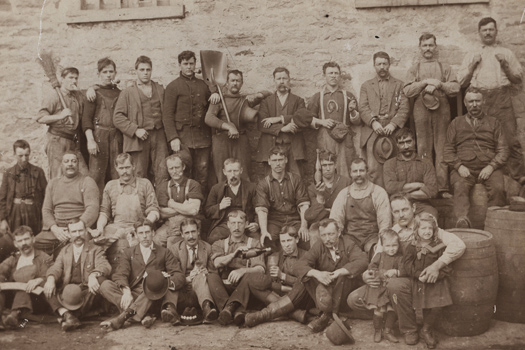
Employés de la brasserie Dawes.

La brasserie Dawes est une entreprise brassicole du Québec fondée en 1811 sous le nom de Dawes Brewery par Thomas Dawes.

## Histoire
Il s'agissait de la troisième brasserie de l’île de Montréal, après la brasserie Molson et la brasserie Dunn. Elle reste une entreprise familiale durant quatre générations avant d'être absorbée dans la Canadian Breweries.
Le déclin de la brasserie Dawes commence en 1909, quand seize brasseries québécoises fusionnent dans le consortium National Breweries Ltd pour améliorer leur pouvoir d'achat. L'administration des brasseries du groupe reste cependant indépendante, dont la Dawes Brewery qui se ressent des contrecoups de la prohibition américaine des années 1920. En 1939, elle devient la Dawes Black Horse Brewery, selon sa marque de bière la plus célèbre et en 1944, la compagnie propose une fusion à Molson qui refuse de crainte d’établir un monopole. 
Le consortium National Breweries Ltd est finalement vendu en 1952 à Canadian Breweries et les composantes perdent leur indépendance. Le groupe est rebaptisé Brasserie Dow, selon la plus populaire du groupe, et la Dawes Black Horse Brewery disparaît à ce moment.

## La bière Black Horse
La Black Horse est une des marques les plus populaires de la brasserie Dawes.

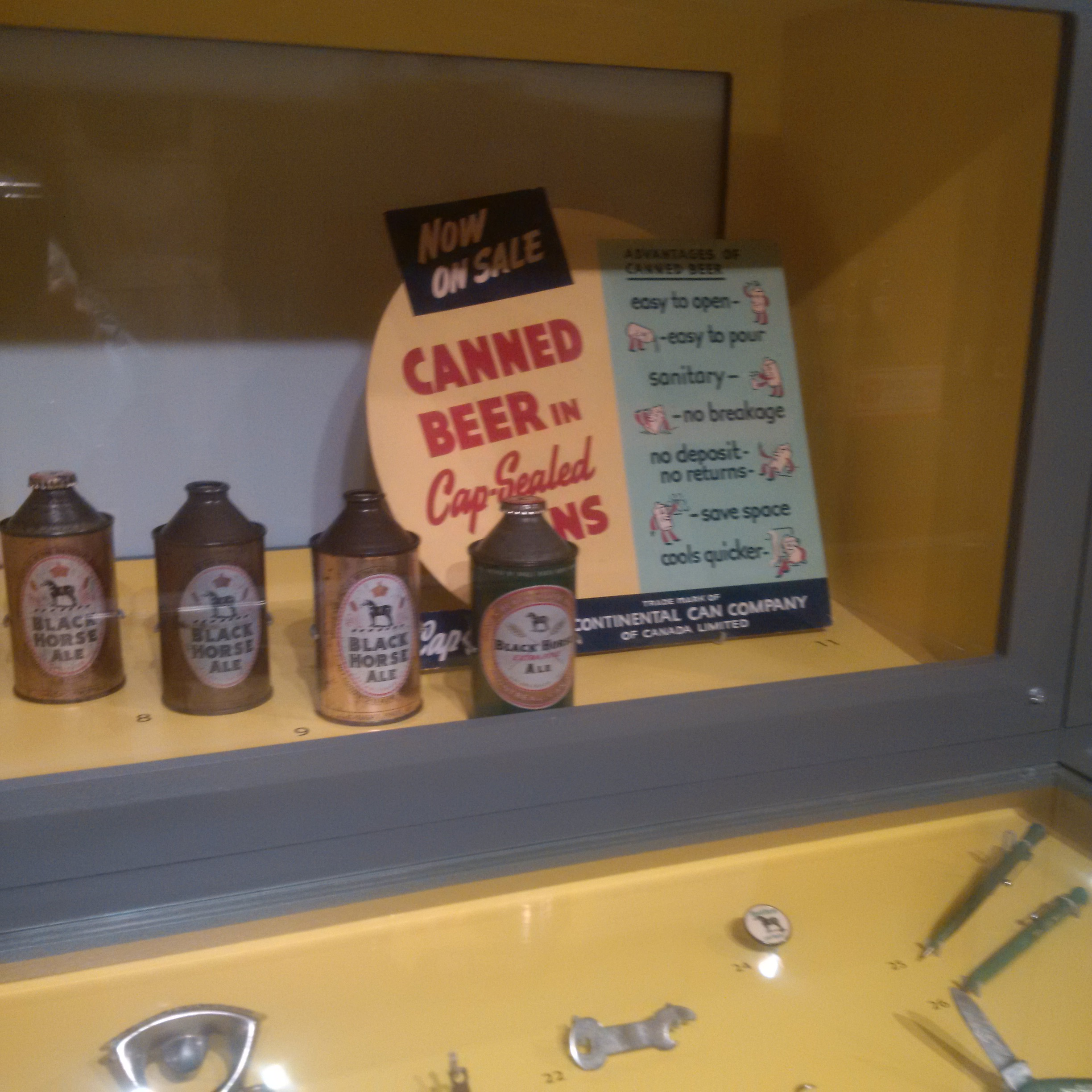
Canettes de bière Black Horse
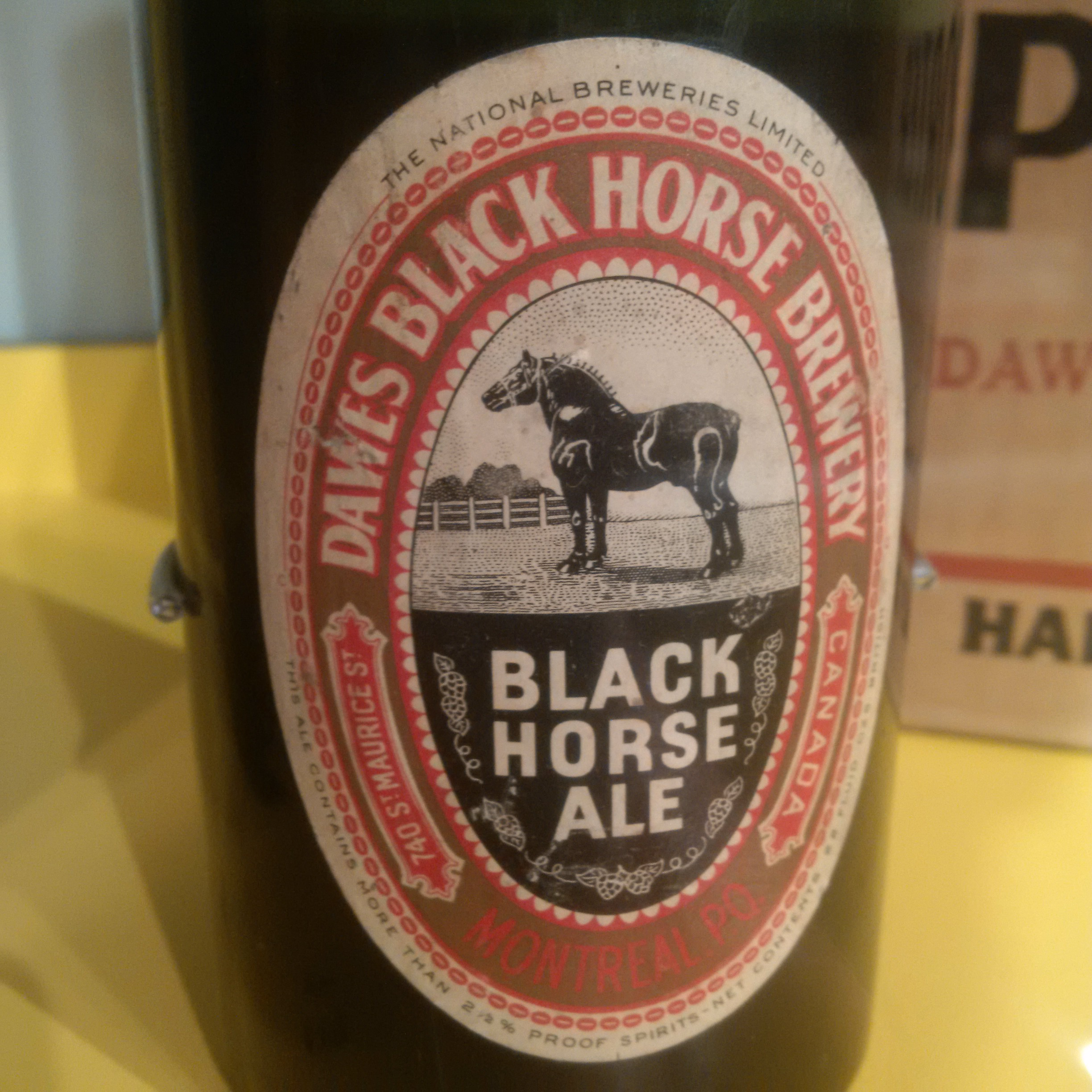
Étiquette de Black Horse
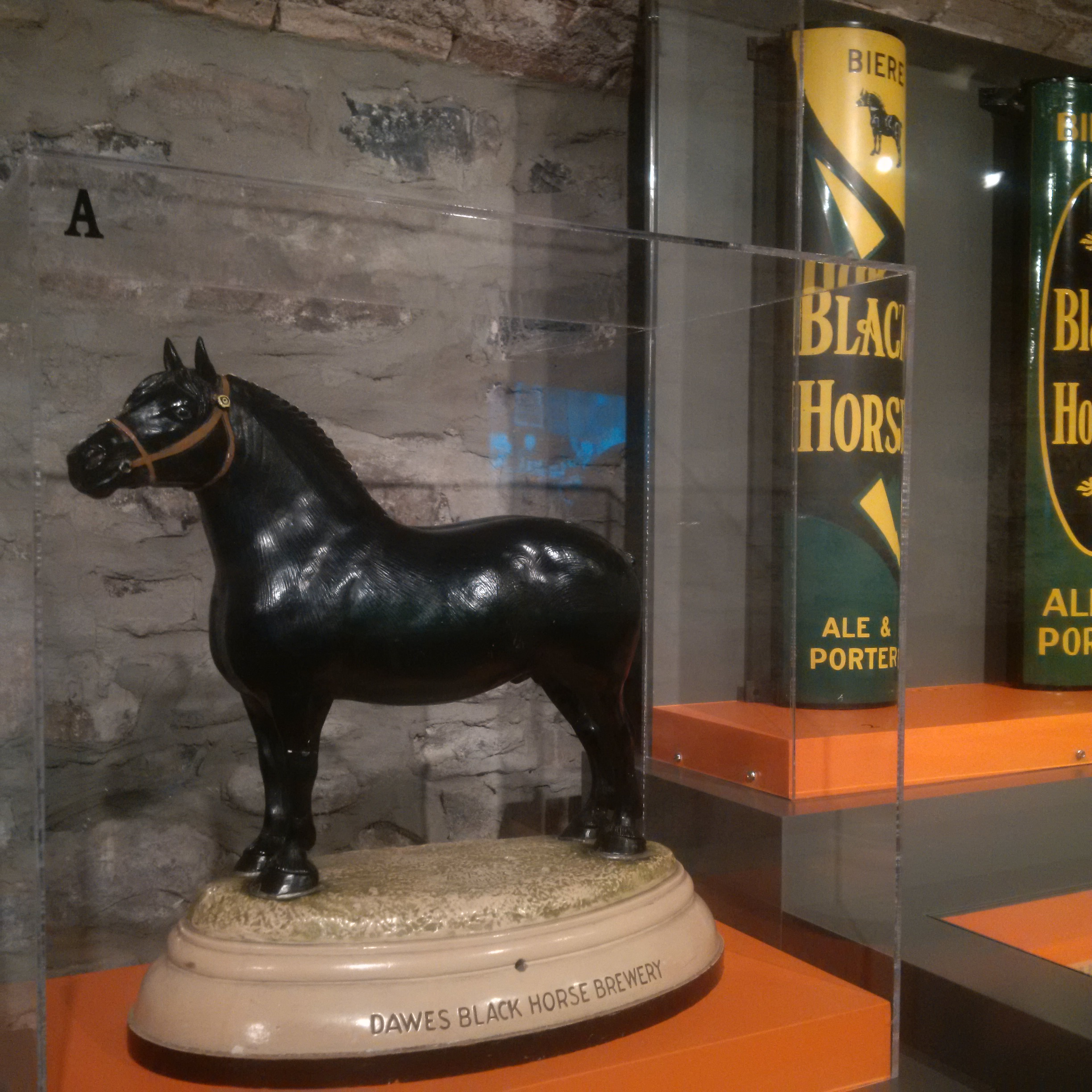
Statue publicitaire pour la Black Horse

## Complexe culturel Guy-Descary
Aujourd'hui à Lachine, trois bâtiments construits dans les années 1860 sont préservés et mis en valeur sous l'appellation de « Complexe culturel Guy-Descary ».
Le Complexe comprend :
1. La Vieille brasserie, 2801, boulevard Saint-Joseph[4]
2. L'Entrepôt, 2875, boulevard Saint-Joseph[5]
3. La Maison du brasseur, 2901, boulevard Saint-Joseph[6]

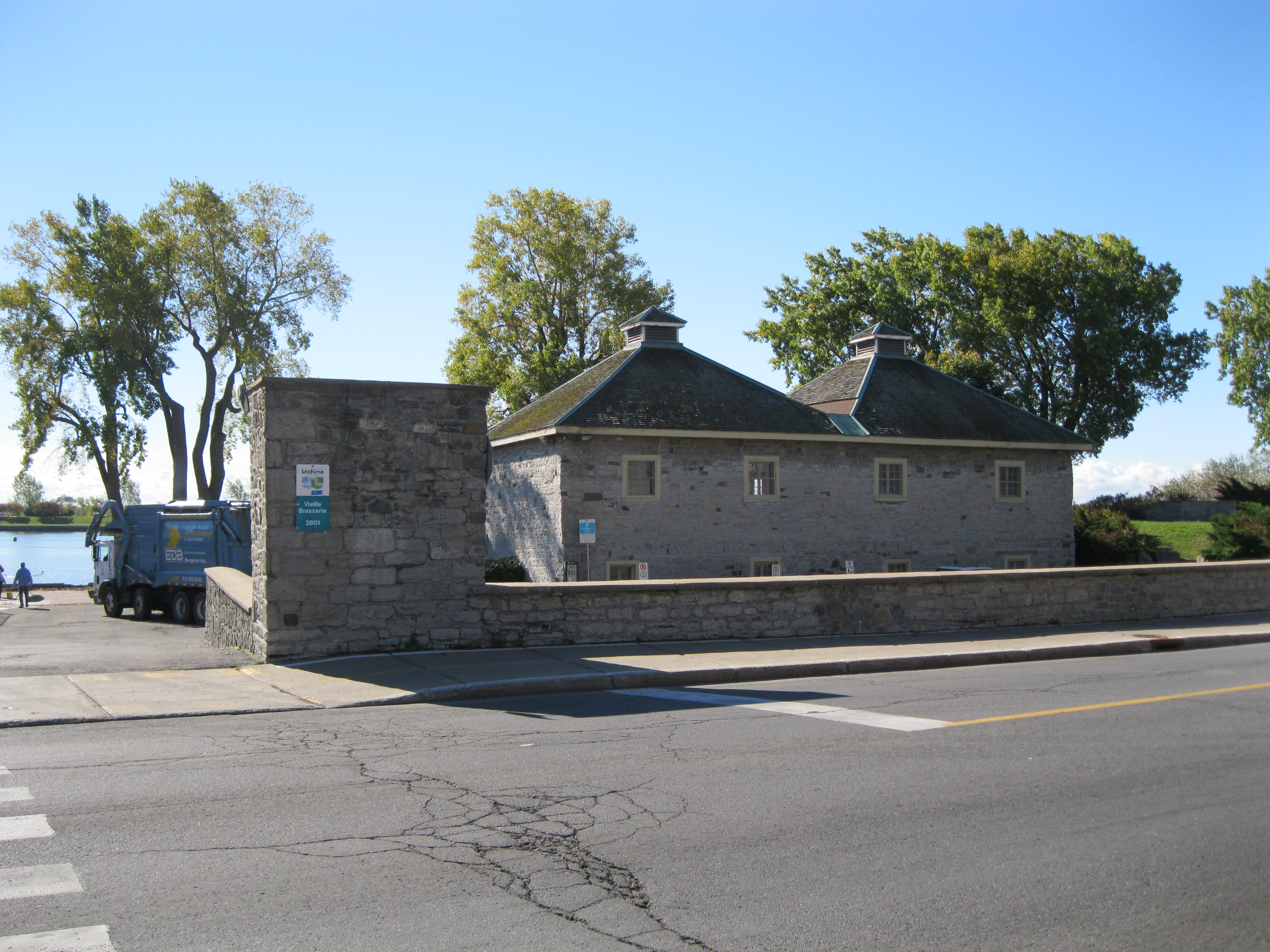
La Vieille brasserie.
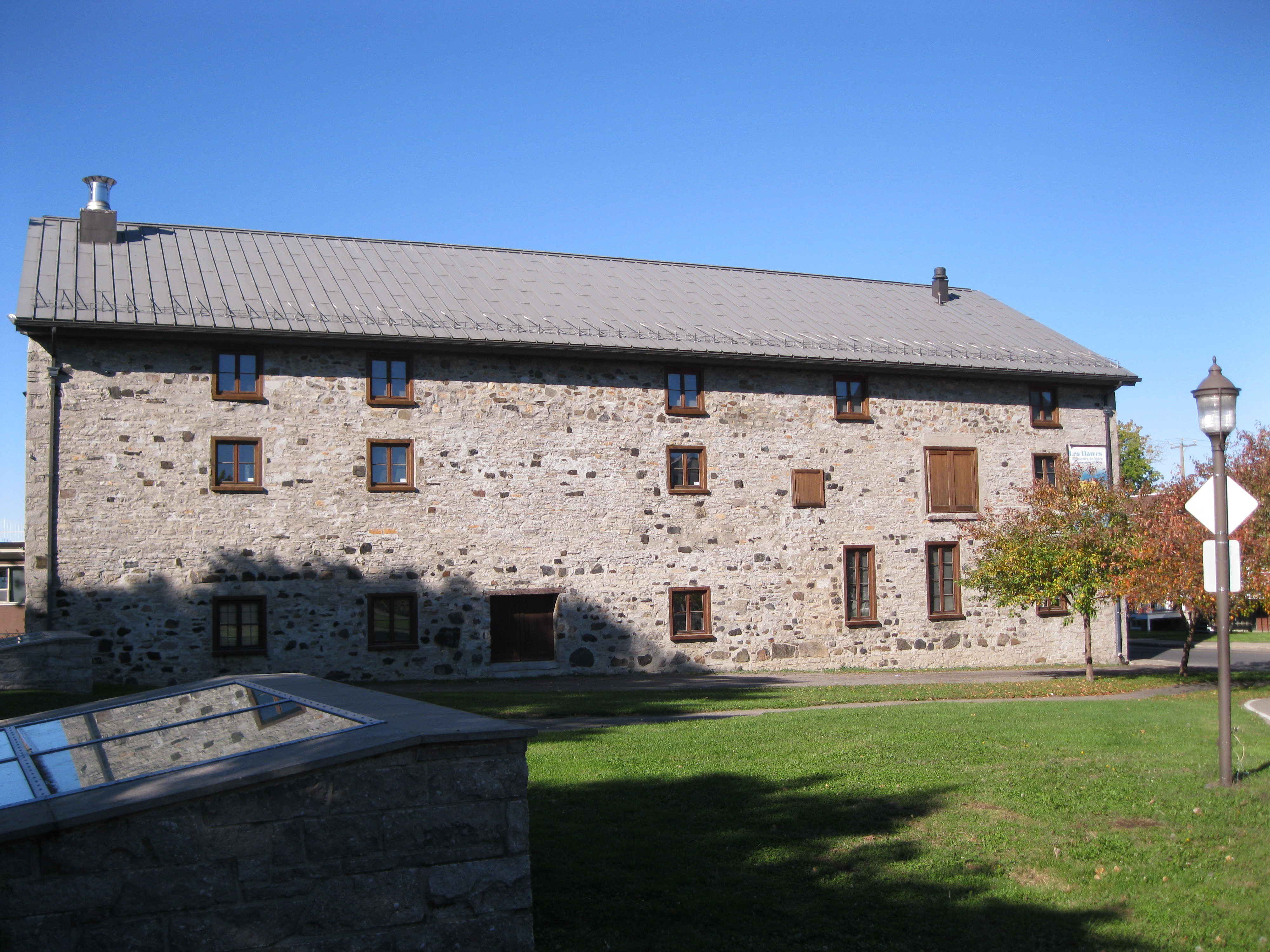
L'Entrepôt.
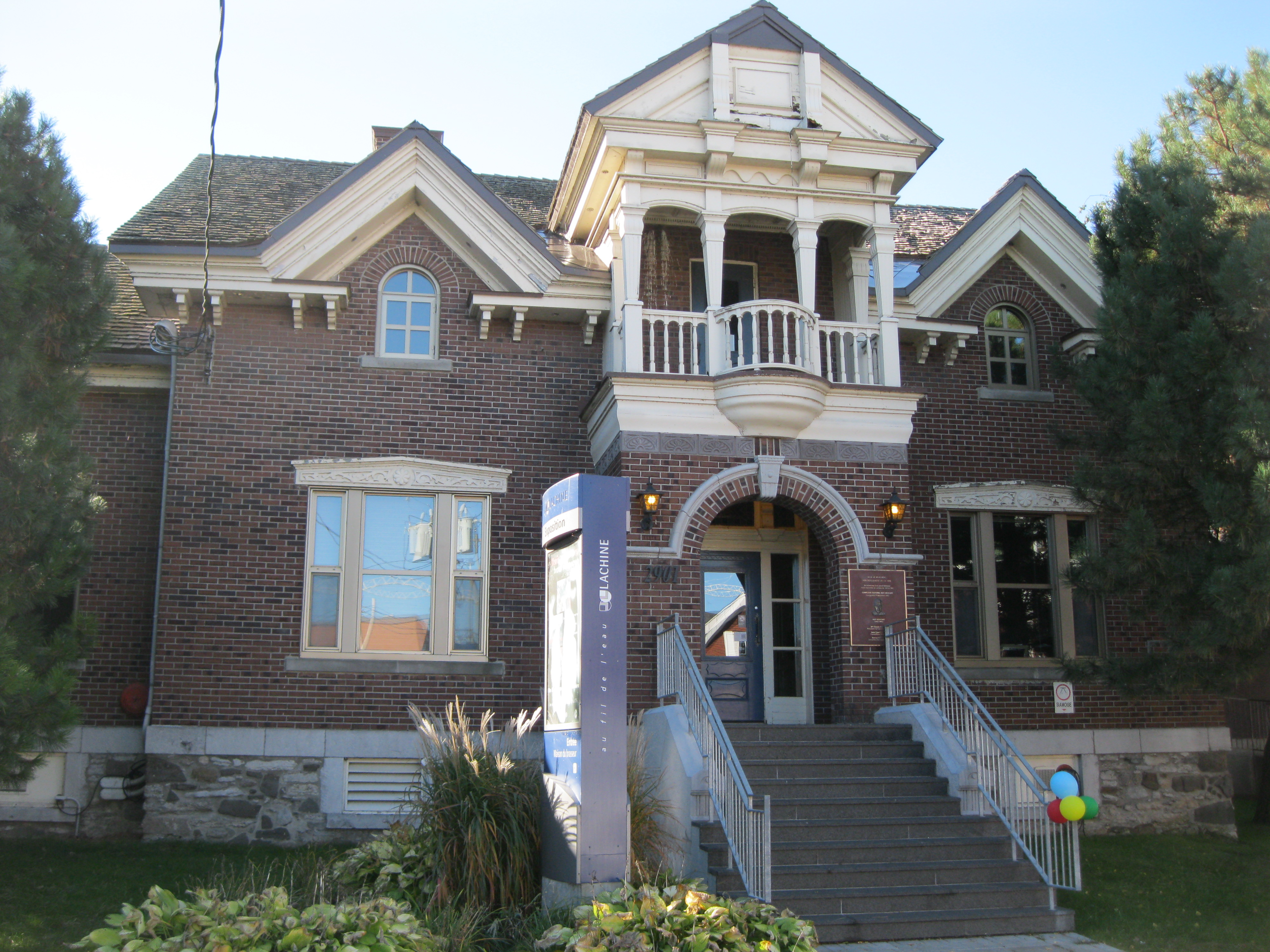
La Maison du brasseur.